# Spiker pro tempore
Urząd spikera pro tempore (ang. speaker pro tempore) istnieje w wielu izbach niższych (tj. Izbie Reprezentantów) amerykańskich legislaturach stanowych.
Przewodniczącym tych ciał jest spiker, ale na wypadek jego nieobecności lub niemożności przewodzenia obradom stworzono funkcję właśnie spikera pro tempore (kogoś na kształt wicemarszałka Izby, jak w Polsce).
Podobną funkcję pełni prezydent pro tempore Senatu Federalnego, tyle że w izbie wyższej (nie istnieje urząd spikera pro tempore w federalnego Izbie Reprezentantów, gdzie spiker może tylko czasowo przekazać prowadzenie obradom). Zresztą prawie każdy stanowy senat ma swego prezydenta pro tempore.
Spikerem pro tempore nie musi być wcale (jak to ma się w przypadku prezydenta pro tempore Senatu federalnego) najstarszy stażem członek zgromadzenia. Właściwie prawie się to nie zdarza.
Urząd spikera pro tempore stosują m.in. takie stany jak: Alabama, Arkansas, Minnesota, Luizjana, Kalifornia, Missisipi, Pensylwania, Teksas, New Jersey, Michigan, Oklahoma i inne.